# Drexel University
Drexel University är ett privat forskningsuniversitet med huvudcampus i Philadelphia, Pennsylvania, USA. Det grundades 1891 av Anthony J. Drexel, en finansman och filantrop. Grundat som Drexel Institute of Art, Science and Industry, döptes det om till Drexel Institute of Technology 1936, innan det antog sitt nuvarande namn 1970.
Från och med 2020 var mer än 24 000 studenter inskrivna i över 70 grundutbildningsprogram och mer än 100 master-, doktorand- och professionella program vid universitetet. Drexels kooperativa utbildningsprogram (co-op) är en framträdande aspekt av skolans utbildningsprogram, och erbjuder studenter möjligheten att få upp till 18 månaders betald, heltidsarbetserfarenhet inom ett område som är relevant för deras grund- eller forskarutbildning tidigare till examen.